# Sundbyberg
La commune de Sundbyberg est une commune suédoise du comté de Stockholm.

## Description
Elle est située dans la banlieue nord de Stockholm. Environ 52 670 personnes y vivent (2020). Son chef-lieu est situé à Sundbyberg qui est l'unique localité de la commune.
La commune de Sundbyberg a obtenu le statut de ville en 1927 et l'a gardé jusqu'à la réforme de 1971.

## Population
| 1950   | 1955   | 1960   | 1965   | 1970   |
| ------ | ------ | ------ | ------ | ------ |
| 24 488 | 26 082 | 27 068 | 28 293 | 28 085 |

| 1975   | 1980   | 1985   | 1990   | 1995   |
| ------ | ------ | ------ | ------ | ------ |
| 26 995 | 25 717 | 28 516 | 31 308 | 31 803 |

| 2000   | 2005   | 2010   | 2015   | 2020   |
| ------ | ------ | ------ | ------ | ------ |
| 33 868 | 34 016 | 38 633 | 46 110 | 52 801 |

## Localité
- Ville de Stockholm, dont :
  - Sundbyberg (48 593 hab.).

Ses quartiers sont:
- Centrala Sundbyberg
- Duvbo
- Hästhagen
- Tulemarken
- Hallonbergen
- Lilla Alby
- Rissne
- Storskogen
- Ursvik
- Ör